# عائشة (فلم)
عائشة فيلم مصري من إنتاج عام 1953.

## قصة الفيلم
تبدأ أحداث الفيلم عندما يجبر مدبولي ابنته على بيع ورق اليانصيب على المقاهي، أما أخواها فيعملان في مجال النشل، ويستولي مدبولي على حصيلة كل منهم من أجل أن يسكر بها في أحد البارات، يتقابل الثري يحيى مع عائشة فيعطف عليها لأنه وجدها قريبة الشبه بابنته التي فقدها، ويتفاوض الثري مع مدبولي أن يرعى ابنته عائشة في منزله وأن يقوم بتعليمها وتربيتها على أحسن ما يكون مقابل راتب شهري، يقبض على مدبولي في إحدى الجرائم، أثناء وجود عائشة بمنزل الثري تتعرف على الدكتور سامي الذي يحبها ويطلبها للزواج، يخرج مدبولي من السجن، ويذهب لمقابلة الثري من أجل إعادة ابنته عائشة لمنزله، يفاجئ الثري بطلب مدبولي ويرى استحالة هذا بعد أن تقدمت في دراستها، يعرف الدكتور سامي حقيقة عائشة ومن هو والدها، يفقد مدبولي ابنه حسونه في حادث، أنه إنذار له أن يتوب إلى الله تتزوج عاشئة من الشخص الذي أحبها وهو الدكتور سامي.

## الممثلون
- فاتن حمامة
- زكي رستم
- زهرة العلا
- فؤاد جعفر
- فردوس محمد
- عبد العزيز أحمد
- زينب صدقي
- فاروق علي
- عزيزة حلمي
- سيد سليمان
- أمينة خيري
- شفيق نور الدين
- عبد المنعم إسماعيل
- محسن حسنين
- محمود عزمي
- عبد المنعم بسيوني
- عبد الغني النجدي
- منير الفنجري
- عصمت عبد العليم
- علي رضا

## روابط خارجية
- مقالات تستعمل روابط فنية بلا صلة مع ويكي بيانات